# 4707 Khryses
4707 Khryses este un asteroid descoperit pe 13 august 1988 de Carolyn Shoemaker.